# Stanisława Steuden
Stanisława Steuden – polska psycholog kliniczna, profesor nauk humanistycznych, nauczyciel akademicki na Wydziale Nauk Społecznych Katolickiego Uniwersytetu Lubelskiego Jana Pawła II, wykładowczyni na Akademia Ekonomiczno-Humanistyczna w Warszawie.

## Życiorys
W latach 1957-1964 uczęszczała do Szkoły Podstawowej w Uciechowicach, natomiast w latach 1964-1968 uczyła się w Liceum Ogólnokształcącym im. Jana Kochanowskiego w Głubczycach. Po maturze wstąpiła do Państwowej Szkoły Medycznej Instruktorów Terapii Zajęciowej w Branicach, gdzie w 1970 uzyskała tytuł instruktora terapii zajęciowej.
W latach 1970-1975 odbyła studia na Wydziale Filozofii Chrześcijańskiej w Katolickim Uniwersytecie Lubelskim w latach 1970 -1975, które zakończyła uzyskaniem stopnia magistra filozofii. Doktorat pt. Analiza psychologiczna dynamiki syndromu poczucia zmiany osobowości w przebiegu schizofrenii wczesnej w zakresie specjalizacji filozoficzno-psychologicznej w KUL obroniła w 1982, natomiast habilitację w zakresie psychologii klinicznej uzyskała w 1998 na podstawie dorobku naukowego i rozprawy habilitacyjnej pt. Dynamika zmian osobowości u osób z rozpoznaną schizofrenią. Badania długofalowe. W 2012 otrzymała tytuł profesora nauk humanistycznych na podstawie dorobku naukowo-dydaktycznego i organizacyjnego oraz książki pt. Psychologia starzenia się i starości.

## Nagrody i wyróżnienia
- 1998 - Nagroda Rektora KUL za pracę habilitacyjną
- 2002 - Nagroda indywidualna II stopnia Rektora KUL, za zaangażowanie w przygotowanie do akredytacji kierunku psychologia
- 2005 - Nagroda indywidualna II stopnia Rektora KUL za wybitną działalność społeczno-organizacyjną
- 2007 - Nagroda indywidualna I stopnia przyznana przez Rektora KUL za całokształt osiągnięć naukowych i dydaktycznych, kształcenie kadr naukowych oraz wybitną działalność organizacyjno-społeczną i popularyzatorską nauki
- 2007 - Nagroda zespołowa II stopnia przyznana przez Rektora KUL za uzyskanie najwyższej spośród pracowników Wydziału Nauk Społecznych liczby punktów Ministerstwa Szkolnictwa Wyższego
- 2005; 2010 - Wyróżnienia Lubelskiego Uniwersytetu Trzeciego Wieku za współtworzenie uczelni dla osób "Złotego Wieku”
- 2011 - Dyplom uznania za wieloletnią pracę woluntarystyczną na rzecz Uniwersytetu Trzeciego Wieku w Lublinie w ramach obchodów Europejskiego Roku Wolontariatu
- 2011 - Medal Złoty za Długoletnią Służbę
- 2014 - Medal Komisji Edukacji Narodowej za szczególne zasługi dla oświaty i wychowania
- 2015 - Medal Unii Lubelskiej za wkład w powstanie i rozwój Lubelskiego Uniwersytetu Trzeciego Wieku w Lublinie, wieloletnie zaangażowanie na rzecz wszechstronnej aktywizacji seniorów oraz za wybitną pracę dydaktyczno-naukową
- 2017 - Medal 700-lecia Miasta Lublin[1]

## Wybrane publikacje
- Steuden S. (1997). Dynamika zmian osobowości u osób z rozpoznaną schizofrenią. Badania długofalowe. Lublin. Redakcja Wydawnictw Katolickiego Uniwersytetu Lubelskiego.
- Steuden S. (2009). Szczęśliwi po pięćdziesiątce. Warszawa. Wydawnictwa Akademickie i Profesjonalne.
- Steuden S. (2011). Psychologia starzenia się i starości. Warszawa. PWN[1].